# Resolució 209 del Consell de Seguretat de les Nacions Unides
La Resolució 209 del Consell de Seguretat de les Nacions Unides, aprovada per unanimitat el 4 de setembre de 1965, amb una situació de deteriorament al llarg de la línia d'alto el foc a Caixmir, el Consell va convidar tant a l'Índia com al Pakistan que adoptessin tots els passos necessaris per aturar immediatament la lluita i tornar als seus costats respectius de la línia. El Consell també va demanar als dos governs que cooperessin plenament amb Grup d'Observadors Militars de les Nacions Unides a l'Índia i Pakistan, i va demanar al Secretari General per informar sobre l'aplicació de la resolució en el termini de tres dies.